# 馬龍·韋恩斯
馬龍·拉蒙特·韋恩斯（1972年7月23日—），美國男演員、喜劇演員、編劇和製片人。1988年時，他和哥哥西恩·韋恩合作在電影《黑色炫風》中飾演路人；1995年至1999年期間，他又和西恩在電視劇《韋恩斯兄弟》中主演和創作者。其他著名作品如《驚聲尖笑》（2000年）、《小姐好白》（2004年）、《小孩好黑》（2006年）、《舞林至尊》（2009年）、《特種部隊：眼鏡蛇的崛起》（2009年）和《格雷的五十道黑影》（2016年）。2014年，韋恩斯和Funny or Die公司的聯合創始人蘭迪·亞當斯創立了What the Funny。

## 作品列表
- 1988：《黑色炫風》-路人
- 1995-1999：《韋恩斯兄弟》-Marlon Williams（電視劇）
- 2000：《噩夢輓歌》-Tyrone C. Love
- 2000：《驚聲尖笑》-修提·米克斯（兼編劇）
- 2000：《The Tangerine Bear》-Louie Blue（配音）
- 2000：《魔龍傳奇》-Snails
- 2001：《驚聲尖笑2》-修提·米克斯（兼編劇）
- 2004：《小姐好白》-Marcus Copeland（兼編劇和監製）
- 2006：《小孩好黑》-Calvin "Baby-face" Sims（兼編劇和監製）
- 2009：《舞林至尊》-Mr Moody（兼編劇和監製）
- 2009：《特種部隊：眼鏡蛇的崛起》-華勒斯·威姆斯／瑞普克
- 2010：《酷狗馬馬杜》-Lightning（配音）
- 2013：《鬼屋電影》-Malcolm Johnson（兼編劇和監製）
- 2013：《麻辣嬌鋒》-Levy
- 2013：《明星二代》-他自己（電視劇）
- 2013：《正統》-醫生（電視劇）
- 2014：《鬼屋電影2》-Malcolm Johnson（兼編劇和監製）
- 2014：《蛋碎了哥醉了》-他自己（電視劇）
- 2016：《好萊塢遊戲夜》-他自己（電視劇）
- 2016：《格雷的五十道黑影》-克里斯欽·布萊克（兼編劇和監製）[4]
- 2017：《裸》-Rob Anderson
- 2017-2018：《馬龍行不行》-馬龍·韋恩斯（電視劇）
- 2019：《六胞驚奇》-Alan、Russel、Ethan、Baby Pete、Dawn、Jaspar（兼編劇和監製）
- 2019：《舒文的小品喜劇》（電視劇）
- 2020：《人生觸礁時》-Dean
- 2021：《靈魂心聲》-泰德·懷特
- 2021：《Back Home Again》-Mr. Tortoise（短片）
- 2022：《贝艾尔》-Lou（電視劇）
- 2022：《Marlon Wayans Presents: The Headliners》-他自己（主持人；電視劇）
- 2022：《Oh Hell No! with Marlon Wayans》-他自己（主持人；電視劇）
- 2022-2024：《貝萊爾》-	Lou（電視劇）
- 2022：《橋谷鎮的詛咒》-Howard Gordon（兼監製）
- 2023：《AIR》-喬治·瑞維林
- 2023：《每日秀》-他自己（主持人；電視節目）
- 2025：《波帕之家》-Melvin（電視劇）
- 2025：《王者》-Isaiah White

## 外部連結
- 馬龍·韋恩斯在互联网电影资料库（IMDb）上的資料（英文）
- 在AllMovie上馬龍·韋恩斯的頁面（英文）
- 馬龍·韋恩斯的X（前Twitter）